# Rüfikopf
Rüfikopf är en bergstopp i Österrike.   Den ligger i distriktet Bludenz och förbundslandet Vorarlberg, i den västra delen av landet, 500 km väster om huvudstaden Wien. Toppen på Rüfikopf är 2 362 meter över havet, eller 101 meter över den omgivande terrängen. Bredden vid basen är 0,73 km.
Terrängen runt Rüfikopf är huvudsakligen bergig, men norrut är den kuperad. Runt Rüfikopf är det ganska glesbefolkat, med 27 invånare per kvadratkilometer.. Närmaste större samhälle är Mittelberg, 13,7 km norr om Rüfikopf. 
Trakten runt Rüfikopf består i huvudsak av gräsmarker.